# 3602 Ладзаро
3602 Ладзаро (3602 Lazzaro) — астероїд головного поясу, відкритий 28 лютого 1981 року.
Тіссеранів параметр щодо Юпітера — 3,598.